# Karl Buchmüller
Karl Buchmüller (Luzern, 1916. január 21. – ?, 1996. január 7.) svájci nemzetközi labdarúgó-játékvezető. Nevét Fritz Buchmüller formában is alkalmazták.

## Pályafutása

### Nemzeti játékvezetés
Az I. Liga játékvezetőjeként 1958-ban vonult vissza.

#### Nemzeti kupamérkőzések
Vezetett kupadöntők száma: 1.

##### Svájci labdarúgókupa
1955-ben a svájci JB elismerve szakmai felkészültségét megbízta a döntő találkozó szolgálatára.
| Időpont           | Helyszín               | Mérkőzés típusa | Mérkőzés                     | Eredmény | Nézők száma |
| ----------------- | ---------------------- | --------------- | ---------------------------- | -------- | ----------- |
| 1955. április 11. | Wankdorf Stadion, Bern | döntő           | FC La Chaux-de-Fonds–FC Thun | 3 : 1    | 24 000      |

#### Nemzetközi játékvezetés
A Svájci labdarúgó-szövetség Játékvezető Bizottsága (JB) terjesztette fel nemzetközi játékvezetőnek, a Nemzetközi Labdarúgó-szövetség (FIFA) 1954-től tartotta nyilván bírói keretében. A FIFA JB központi nyelvei közül a németet beszélte. 
Több nemzetek közötti válogatott és klubmérkőzést vezetett, vagy működő társának partbíróként segített. Az aktív nemzetközi játékvezetéstől 1954-ben búcsúzott.

#### Labdarúgó-világbajnokság
A világbajnoki döntőhöz vezető úton Svájcba az V., az 1954-es labdarúgó-világbajnokságra a FIFA JB kifejezetten partbíróként alkalmazta. Partbírói mérkőzéseinek száma világbajnokságon: 3.

##### 1954-es labdarúgó-világbajnokság

###### Világbajnoki mérkőzés
| Időpont          | Helyszín                 | Mérkőzés típusa             | Mérkőzés         | Eredmény | Nézők száma | Játékvezető        |
| ---------------- | ------------------------ | --------------------------- | ---------------- | -------- | ----------- | ------------------ |
| 1954. június 17. | St. Jakob Stadion, Bázel | csoportmérkőzés (D csoport) | Anglia–Belgium   | 4 : 4    | 15 000      | Emil Schmetzer     |
| 1954. június 27. | Charmilles Stadion, Genf | egyik negyeddöntő           | NSZK–Jugoszlávia | 2 : 0    | 18 000      | Zsolt István       |
| 1954. június 30. | St. Jakob Stadion, Bázel | egyik elődöntő              | NSZK–Ausztria    | 6 : 1    | 58 000      | Vincenzo Orlandini |